# داشبلاغ بائين
داشبلاغ بائين (بالفارسية: داشبلاغ پائین) هي منطقة سكنية تقع في قسم تشاراويماق الجنوبي الغربي الريفي في إيران. يقدر عدد سكانها بـ 138 نسمة .